# Construccions de pedra seca XVII (el Vilosell)
Construccions de pedra seca XVII és una obra del Vilosell (Garrigues) inclosa a l'Inventari del Patrimoni Arquitectònic de Catalunya.

## Descripció
És una cabana de pedra seca encarada cap a l'est i feta de grans carreus sense treballar. El sostre és una volta de canó, avui totalment coberta de vegetació. L'entrada no té ni llinda ni muntants; és un arc de mig punt força ben trobat. Al seu interior hi ha una menjadora per animals i una pedra que es fa servir com a pedrís. El nivell del terra ha estat rebaixat degut a les plantacions de vinya dels voltants i actualment per accedir-hi cal pujar un gran desnivell.